# レズビアン・ヴァンパイア・キラーズ
『レズビアン・ヴァンパイア・キラーズ』（原題: Lesbian Vampire Killers）は、2009年製作のイギリスの映画。日本では劇場未公開。2009年サン・セバスチャン映画祭観客賞受賞。

## ストーリー
真面目なだけが取り得の小心者ジミーと、セクシー・ギャルに目がないデブでずぼらなお調子者フレッチ。ド田舎の小さな村へハイキングにやって来た二人は、そこで旅行中の若くてピチピチした外国人ギャル・グループと遭遇する。これは是非ともお近づきになりたい!ということで、彼女たちと同じコテージは泊まることにした二人。ところが、その周辺の森はレズビアン・ヴァンパイアたちの巣窟だったのだ・・・!

## キャスト
- フレッチ - ジェームズ・コーデン
- ジミー - マシュー・ホーン
- カーミラ - シルヴィア・コロカ
- エヴァ - ヴェラ・フィラトーヴァ
- ロッテ - マイアンナ・バリング
- ヘイディ - ティファニー・マルヘロン
- レベッカ - エマー・ケニー
- ビクター牧師 - ポール・マッギャン